# Малатион
Малатионът (malathion) е органофосфатен инсектицид, който според Американската онкологична общност попада в списъка на вероятните канцерогени и по-конкретно такива причиняващи рак на простата. В бившия Съветски съюз, малатионът е известен с името карбофон, в Нова Зеландия и Австралия като малдисон, а в Южна Африка – меркаптотион.